# Herman Snoeijink
Herman Snoeijink (Denekamp, 6 augustus 1951) is een van de succesvolste amateurwielrenners van Nederland.
Tussen 1971 en 1990 boekte hij 72 zeges in criteria in de drie noordelijke provincies. Over heel Nederland gezien kwam het totaal aantal overwinningen ruim over de 300.
Op 17 januari 1991 reed hij een afscheidswedstrijd, maar bleef daarna altijd trainen. Zijn vrije tijd besteedde hij daarna aan het geven van trainingen en begeleiden van jong talent. Ook was hij meer dan acht jaar lang bondscoach van onder meer de espoirs, de dames op de weg en de veldrijders.
Toen begin 2004 bleek dat hij conditioneel nog met de besten mee kon, besloot hij met ingang van het volgende seizoen weer wedstrijden te gaan rijden. In 2006 werd hij Nederlands- en wereldkampioen veldrijden in zijn leeftijdscategorie. 
Hij is getrouwd en vader van drie kinderen. In het dagelijks leven was hij docent aan het vmbo in Oldenzaal en ploegleider van het Asito cycling team.

## Erelijst
- Ronde van Overijssel (2x)
- Omloop van de Veenkoloniën
- Enschede-Münster
- Hel van het Mergelland
- een etappe van Olympia's Tour
- een etappe van de Milk Race
- een etappe van de Ronde van Noorwegen
- een etappe van de ronde van Rijnland-Palts
- vijf keer Nederlands amateurkampioen veldrijden
- Wereldkampioen 50+ veldrijden
- meer dan 250 criteriums in Nederland en daar buiten